# Agnes von Baden (1408–1473)
Markgräfin Agnes von Baden (* 25. März 1408; † Januar 1473 in Ebersteinburg) war eine Herzogin von Schleswig, Gräfin von Holstein und eine geborene badische Markgräfin.

## Leben
Sie war eine Tochter von Markgraf Bernhard I. von Baden aus zweiter Ehe mit Anna von Oettingen (* um 1380; † 9. November 1436).
Bekannt wurde Agnes von Baden durch die Frühgeburt ihrer Zwillinge, die einen heftigen Erbstreit auslöste. Der Streit ging in die Geschichte als „Der Zwillingssturz von Gottorf“ ein.
Nur drei Monate nach dem offiziellen Vollzug der Ehe mit dem Herzog Gerhard VII. stürzte Agnes von Baden auf der Treppe und gebar Zwillinge. Jedem Beobachter war klar, die Kinder konnten nicht nach der Eheschließung gezeugt worden sein und es kam zu Unruhen. Erst das Bekenntnis von Gerhard VII. zum vorzeitigen Beischlaf besänftigte die Gemüter wieder. Als der Herzog jedoch frühzeitig auf einer Reise verstarb, wurde die Vaterschaft erneut angezweifelt und der Bruder von Gerhard VII., Adolf VIII. bemächtigte sich der Kinder. Agnes, die man nicht wieder nach Schleswig-Holstein ließ, floh nach Baden und stieß ihren Bruder Markgraf Jakob I. von Baden bei seinen Bemühungen, die Ansprüche seiner Neffen durchzusetzen, vor den Kopf.

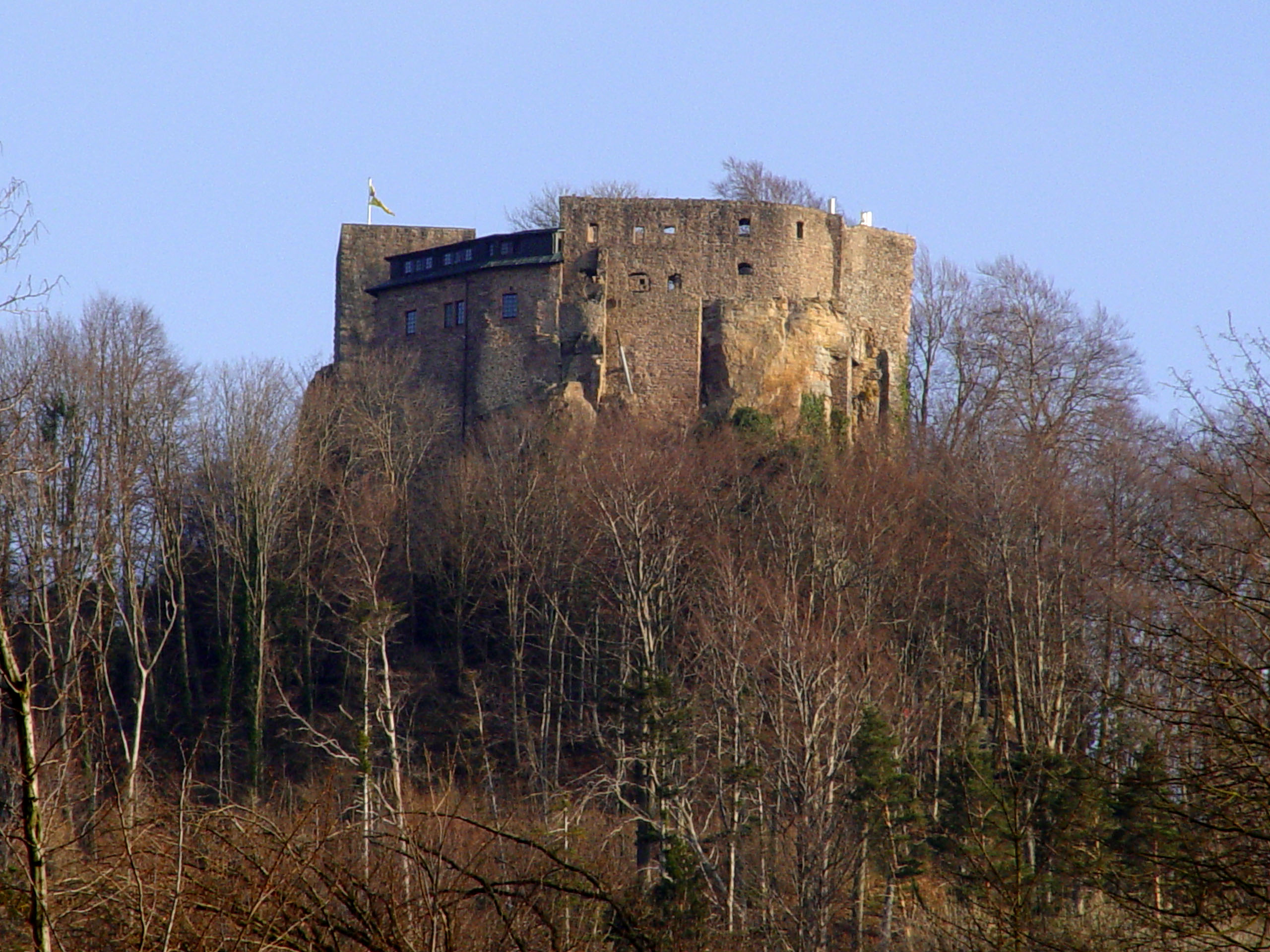
Ruine Alt-Eberstein

Als Agnes dann noch die weiteren Heiratspläne ihres Bruders durch eine Verlobung mit Hans von Höwen, einem Verehrer aus früheren Tagen, durchkreuzte, war der Markgraf darüber so verärgert, dass er Agnes für den Rest ihres Lebens auf der Burg Eberstein internierte. Der Markgraf plante Agnes mit dem Herzog von Schlesien-Oels zu vermählen, dessen Schwester wiederum sollte mit Adolf VIII. vermählt werden, um so die Erbschaft noch zu retten. Das Scheitern verärgerte den Markgrafen derart, dass kein Bitten ihn besänftigte und er selbst in seinem Testament eine weitere Internierung anordnete. Agnes starb am Ende ihres Lebens erblindet auf der Burg Eberstein in den ersten Wochen des Jahres 1473.
Agnes von Baden heiratete in erster Ehe am 2. Juni 1432, den Grafen Gerhard VII. von Holstein-Schauenburg (* 1404;  † 24. Juli 1433) und verlobte sich 1434 mit Hans von Höwen († nach 1467).
Aus der Ehe gingen folgende Kinder hervor:
- Heinrich (* 16. Januar 1433), Zwilling; beim Spielen ertrunken, wahrscheinlich ermordet
- Katharina (* 16. Januar 1433; † 1434), Zwilling, einjährig zur Nonne gemacht und früh verstorben, wahrscheinlich ermordet.